# Tunceli
Tunceli (Mamekî en kurd) és una ciutat de Turquia, capital de la província de Tunceli, a la part oriental d'Anatòlia. La província fou antigament el sandjak de Dersim sota l'Imperi Otomà i principis de la república i es va formar el 1936. La ciutat fou fundada a la mateixa data amb el nom de Tunceli o de Kalan, al lloc del llogaret de Mameki. Al cens de 2009 consta amb 31.599 habitants. La província té 7.774 km² i la reguen el Munzur Suyu i el Peri Cayui afluents del Murat Su. La població és de majoria alevita.

## Història
El lloc de Pulur Göyük, excavat abans de ser inundat per les aigües de l'embassament de Keban (Koşay, 1976) mostra en les seves troballes que la zona fou ocupada del final del Neolític a la primera edat del bronze. Fou terra de contacte entre hitites i hurrites (amb el regne de Mitanni al segon mil·lenni aC) quan formava el país d'Isuwa. Fou també terra de contacte entre Mèdia i Capadòcia dins l'imperi persa aquemènida; i entre romans i parts.
Fou conquerida pels àrabs el 639 i fou disputada entre romans d'Orient i musulmans; el 1087 va passar als seljúcides i el 1243 als mongols. Al final del segle xiv fou disputada entre el Beylik d'Eretna i Mutahharten dels saltúquides d'Erzindjan, i al segle xv entre els otomans i els aq qoyunlu. Mehmet II la va incorporar finalment a l'Imperi Otomà el 1473. Al segle xvii Evliya Çelebi va descriure la fortalesa de Pertek, i Katip Çelebi esmenta Çemişkezek com a capçalera d'un kada. El sandjak de Dersim es va formar al segle xix amb capital a Khozat (Hozat), i va dependre del wilayat de Mamuret ül-Aziz (excepte entre 1880 i 1888 quan es va crear un efímer wilayat de Dersim)